# Lazaret, Sibiu
Lazaret este un sat în comuna Boița din județul Sibiu, Transilvania, România. Se află în partea de sud a județului, la poalele munților Lotrului, pe malul drept al Oltului.